# Bukowa Mała
Bukowa Mała (prononciation : [buˈkɔva ˈmawa]) est un village polonais de la gmina de Sawin dans le powiat de Chełm de la voïvodie de Lublin dans l'est de la Pologne.
Il se situe à environ 7 kilomètres au nord-est de Sawin (siège de la gmina), 17 kilomètres au nord de Chełm (siège du powiat) et 67 kilomètres à l'est de Lublin (capitale de la voïvodie).

## Histoire
De 1975 à 1998, le village est attaché administrativement à la voïvodie de Chełm.

Depuis 1999, il fait partie de la voïvodie de Lublin.